# Họ Biển bức cát
Menispermaceae là danh pháp khoa học để chỉ một họ thực vật có hoa. Họ này được các nhà phân loại học công nhận rộng khắp. Tên gọi bằng tiếng Việt của họ này là họ Tiết dê, lấy theo loài tiết dê (Pericampylus incanus). Tuy nhiên, trong Wikipedia, tuân thủ quy tắc đặt tên theo chi điển hình khi có thể, nên gọi họ này là họ Biển bức cát, lấy theo tên gọi của biển bức cát (danh pháp Menispermum dauricum) dịch nôm na thành dây con dơi, không có ở Việt Nam, nhưng có mặt tại khu vực Đông Á (Trung Quốc).
Hệ thống APG II năm 2003 (không thay đổi từ hệ thống APG năm 1998), cũng công nhận họ này và đặt nó trong bộ Mao lương (Ranunculales), thuộc nhánh hai lá mầm thật sự (eudicots).
Đây là một họ trung bình về số lượng loài và chi với khoảng vài chục chi (65-80) và vài trăm loài (400-520), chủ yếu là các loại dây leo. Phần lớn các chi sinh sống ở khu vực nhiệt đới, nhưng có vài chi (đáng chú ý là Menispermum và Cocculus) còn sinh sống tại khu vực có khí hậu ôn đới tại miền đông Bắc Mỹ và miền đông châu Á.

## Phân loại
Phân loại thành 2 phân họ với 9 tông dưới đây là lấy theo Ortiz et al. (2016).
- Phân họ Chasmantheroideae: 28 chi, 145 loài.
  - Tông Burasaieae: 25 chi, 139 loài.
    - Aspidocarya
    - Borismene
    - Burasaia
    - Calycocarpum
    - Chasmanthera
    - Chlaenandra (bao gồm cả Porotheca)
    - Dialytheca
    - Dioscoreophyllum (bao gồm cả Dioscoreopsis, Rhophalandria)
    - Disciphania (bao gồm cả Taubertia)
    - Fibraurea
    - Hyalosepalum[4]
    - Jateorhiza
    - Kolobopetalum
    - Leptoterantha
    - Odontocarya (bao gồm cả Chododendron, Somphoxylon, Synandropus)
    - Orthogynium
    - Parabaena
    - Paratinospora[4]
    - Penianthus (bao gồm cả Heptacyclum)
    - Platytinospora
    - Rhigiocarya (bao gồm cả Miersiophyton)
    - Sarcolophium
    - Sphenocentrum
    - Syntriandrium
    - Tinomiscium
    - Tinospora (bao gồm cả Desmonema, Fawcettia, Hypsipodes)

  - Tông Coscinieae: 3 chi, 6 loài.
    - Anamirta
    - Arcangelisia (bao gồm cả Mirtana)
    - Coscinium (bao gồm cả Pereiria)
- Phân họ Menispermoideae: 44 chi, 300 loài.
  - Tông Anomospermeae: 13 chi, 80 loài.
    - Abuta (bao gồm cả Anelasma, Batschia, Trichoa)
    - Anomospermum (bao gồm cả Elissarrhena, Orthomene)
    - Caryomene
    - Diploclisia
    - Echinostephia
    - Elephantomene (bao gồm cả Cionomene)
    - Hypserpa (bao gồm cả Adeliopsis, Selwynia)
    - Legnephora
    - Parapachygone
    - Pericampylus (bao gồm cả Pselium)
    - Rupertiella
    - Sarcopetalum
    - Telitoxicum

  - Tông Cissampelideae: 5 chi, 128 loài.
    - Antizoma
    - Cissampelos (bao gồm cả Dissopetalum)
    - Cyclea (bao gồm cả Lophophyllum, Peraphora, Rhaptomeris)
    - Perichasma
    - Stephania (bao gồm cả Clypea, Homocnemia, Ileocarpus)

  - Tông Limacieae: 1 chi, 2 loài.
    - Limacia

  - Tông Menispermeae: 2 chi, 3 loài.
    - Menispermum
    - Sinomenium

  - Tông Pachygoneae: 4 chi, 45 loài.
    - Cocculus (bao gồm cả Androphylax, Baumgartia, Bricchettia, Cebatha, Cocculidium, Epibaterium, Holopeira, Leaeba, Nephroia)
    - Haematocarpus (bao gồm cả Baterium)
    - Hyperbaena
    - Pachygone (bao gồm cả Tristichocalyx)

  - Tông Spirospermeae: 4 chi, 10 loài.
    - Limaciopsis
    - Rhaptonema (bao gồm cả Gamopoda, Tripodandra)
    - Spirospermum
    - Strychnopsis

  - Tông Tiliacoreae: 16 chi, 111 loài.
    - Albertisia (bao gồm cả Epinetrum)
    - Anisocycla
    - Beirnaertia
    - Carronia (bao gồm cả Bania, Husemannia)
    - Chondrodendron (bao gồm cả Botryopsis, Detandra)
    - Curarea
    - Eleutharrhena
    - Macrococculus
    - Pleogyne (bao gồm cả Microclisia)
    - Pycnarrhena (bao gồm cả Antitaxis, Batania, Telotia)
    - Sciadotenia (bao gồm cả Sycnosepalum, Tylopetalum)
    - Synclisia
    - Syrrheonema (bao gồm cả Zenkerophytum)
    - Tiliacora (bao gồm cả Aristega, Braunea, Glossopholis, Sebicea)
    - Triclisia (bao gồm cả Pycnostylis, Rameya, Welwitchiina)
    - Ungulipetalum